# Oege-Sietse van Lingen
Oege-Sietse van Lingen (* 21. Oktober 1999 in Twijzelerheide) ist ein niederländischer Fußballspieler.

## Karriere
Oege-Sietse van Lingen erlernte das Fußballspielen in den Jugendmannschaften von VV Twijzelerheide, FC Groningen und dem SC Cambuur. 2017 wurde er mit Groningen A-Junioren-Meister. Von Juli 2019 bis Ende Januar 2023 spielte er in den unterklassigen Vereinen ONS Sneek, VV Katwijk und den Harkemase Boys. Am Ende der Saison 2021/22 feierte er mit VV Katwijk die Meisterschaft der Tweede Divisie. Ende Januar 2023 ging er nach Luxemburg. Hier unterschrieb er in Rosport einen Vertrag beim Erstligisten FC Victoria Rosport. Nach 14 Ligaspielen, in denen er sechs Treffer erzielte, wechselte er im Juli 2023 zum ebenfalls in der ersten Liga spielenden F91 Düdelingen. Für den Verein aus Düdelingen bestritt er 28 Erstligaspiele. Hierbei erzielte er vier Tore. Von Oktober 2024 bis Dezember 2024 war van Lingen vertrags- und vereinslos. Der Suphanburi FC, ein Zweitligist aus dem thailändischen Suphanburi nahm ihn Anfang Januar 2025 unter Vertrag. Am Ende der Saison 2024/25 musste er mit Suphanburi in die dritte Liga absteigen. In zwölf Ligaspielen erzielte er 14 Treffer. Nach dem Abstieg verließ er den Verein und schloss sich im Sommer 2025 dem Erstligaaufsteiger Chonburi FC an.

## Erfolge
VV Katwijk
- Tweede Divisie: 2021/22